# デジタルサーカス
有限会社デジタルサーカス（英語表記：Digitalcircus）は、TV・映画・ラジオ・DVDなどの音響効果会社。代表の笠松広司はPC用音楽編集ソフトPro Toolsを早くから導入し、音響効果業界に同ソフトを広めることに貢献した。なお、笠松は音響効果だけでなく音楽のプロデュースなども行っている。

## 所属スタッフ

### 音響効果
- 笠松広司（OCBプロ → J-WORKS → ）

### 録音エンジニア／ミキサー
- 名倉靖
- 亀本美佳
- 椎原操志
- 高木創（東京テレビセンター → ）

## 元所属スタッフ

### 音響効果
- 栗田勇児（OCBプロ→J-WORKS→デジタルサーカス→モールード）
- 松長芳樹（OCBプロ → AXL → デジタルサーカス → factory）

## 主な作品
（凡例）太字：現在放映中

### テレビ
- めちゃ²イケてるッ!（フジテレビ）
- ココリコミラクルタイプ（フジテレビ）
- ぷらちなロンドンブーツ（テレビ朝日）
- ロンドンハーツ（テレビ朝日）
- FNS27時間テレビ（フジテレビ）
- はねるのトびら（フジテレビ）
- 退屈貴族（フジテレビ）
- ブログタイプ（フジテレビ）
- 次課長&おぎや&品庄"俺達にだってできるんだ"スペシャル（TBS）
- 世の中どこ見てんのよ!?ジャリバラ!（フジテレビ）
- タモリのヒストリーX（フジテレビ）
- ジャンプ!○○中（フジテレビ）
- 全国一斉!日本人テスト（フジテレビ）
- 〜ジョーデキ!POP COMPANY〜POP屋（フジテレビ）
- 新しい波16（フジテレビ）
- 芸能人こだわり王講座 イケタク（フジテレビ）
- ふくらむスクラム!!（フジテレビ）
- オレワン（フジテレビ）
- 1ばんスクラム!!（フジテレビ）
- 松岡修造の情熱チャージ 熱血!ホンキ応援団（テレビ朝日）
- 爆!爆!爆笑問題（TBS）
- G★ウォーズ（フジテレビ）
- ピカルの定理（フジテレビ）

### アニメ
- エコエコアザラク
- 隣人13号
- 音響生命体ノイズマン
- スプリガン
- 青の6号
- serial experiments lain
- 戦闘妖精雪風
- ∀ガンダム
- OH!スーパーミルクチャン
- サクラ大戦
- 劇場版 機動戦士ガンダム（特別版）
- 頭山
- キノの旅
- 巌窟王
- TEXHNOLYZE
- i-wish you were here-
- ブギーポップは笑わない Boogiepop Phantom
- アップルシード
- 年をとった鰐
- 星をかった日
- アタゴール物語
- アフロサムライ
- 田舎医者
- BLUE DROP
- 神霊狩/GHOST HOUND
- Little Village People
- コイ☆セント
- スペース☆ダンディ
- 山賊のむすめローニャ

### 映画
- アップルシード
- EX MACHINA -エクスマキナ-
- マインド・ゲーム
- ブレイブ ストーリー
- 頭山
- 年をとった鰐
- キノの旅 何かをするために -life goes on.-
- ゲド戦記
- アタゴオルは猫の森
- ベクシル 2077日本鎖国
- キノの旅 病気の国 -For You-
- イバラード時間
- ICHI
- 崖の上のポニョ
- 借りぐらしのアリエッティ
- 鬼神伝
- コクリコ坂から
- あしたのジョー
- 放課後ミッドナイターズ
- バイオハザード　ディジェネレーション
- バイオハザード　ダムネーション
- ドラゴンエイジ -ブラッドメイジの聖戦-
- スターシップ・トゥルーパーズ インベイジョン
- 図書館戦争 革命のつばさ
- ベルセルク 黄金時代篇I 覇王の卵
- ベルセルク 黄金時代篇II ドルドレイ攻略
- ベルセルク 黄金時代篇III 降臨
- アシュラ
- SHORT PEACE
- 風立ちぬ
- かぐや姫の物語
- ジョバンニの島
- 黒の栖-クロノス-
- 思い出のマーニー
- 君たちはどう生きるか